# Circonscription de Wentworth

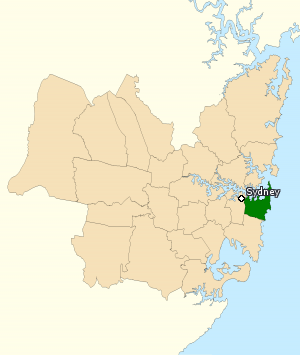
La circonscription de Wentworth (en vert) à Sydney en Nouvelle-Galles du Sud.

La circonscription de Wentworth est une circonscription électorale australienne en Nouvelle-Galles du Sud. Elle est située en bordure de mer à l'est du centre-ville de Sydney et comprend les quartiers de Bellevue Hill, Bondi, Bondi Beach, Bondi Junction, Bronte, Clovelly, Darling Point, Dover Heights, Double Bay, Edgecliff, North Bondi, Paddington, Point Piper, Queens Park, Randwick, Rose Bay, Vaucluse, Watsons Bay, Waverley et Woollahra. Le redécoupage électoral de 2005 lui a ajouté ceux de Centennial Park, Darlinghurst, East Sydney, Elizabeth Bay, Kings Cross, Potts Point et Woolloomooloo tandis qu'il a réduit la partie de Randwick située dans la circonscription.
C'est une circonscription assurée pour le Parti libéral. En octobre 2018, toutefois, les Libéraux perdent ce siège à l'occasion d'une élection partielle. Malcolm Turnbull, le député sortant, avait démissionné après avoir été évincé du poste de Premier ministre par une faction du parti. Les électeurs libéraux, « furieux et frustrés » par son éviction, refusent d'élire le candidat libéral et lui préfèrent une candidate sans étiquette, Kerryn Phelps. Le nouveau gouvernement Morrison perd ainsi sa majorité absolue à la Chambre, qui ne tenait qu'à un siège, et devient un gouvernement minoritaire, dépendant du soutien d'élus indépendants.

## Députés
| Nom              | Parti                          | Période de mandat |
| ---------------- | ------------------------------ | ----------------- |
| William McMillan | Libre-échange                  | 1901–1903         |
| William Kelly    | Libre-échange, Anti-socialiste | 1903–1909         |
| William Kelly    | Commonwealth                   | 1909–1916         |
| William Kelly    | Nationaliste                   | 1916–1919         |
| Walter Marks     | Nationaliste                   | 1919–1929         |
| Walter Marks     | Sans étiquette                 | 1929-1930         |
| Walter Marks     | Australien                     | 1930–1931         |
| Walter Marks     | United Australia               | 1931              |
| Eric Harrison    | United Australia               | 1931–1944         |
| Eric Harrison    | Libéral                        | 1944–1956         |
| Les Bury         | Libéral                        | 1956–1974         |
| Robert Ellicott  | Libéral                        | 1974–1981         |
| Peter Coleman    | Libéral                        | 1981–1987         |
| John Hewson      | Libéral                        | 1987–1995         |
| Andrew Thomson   | Libéral                        | 1995–2001         |
| Peter King       | Libéral                        | 2001–2004         |
| Peter King       | Indépendant                    | 2004              |
| Malcolm Turnbull | Libéral                        | 2004-2018         |
| Kerryn Phelps    | sans étiquette                 | 2018-2019         |
| Dave Sharma      | Libéral                        | 2019-2022         |
| Allegra Spender  | Indépendante                   | depuis 2022       |